# 李奈映
李奈映（韓語：이나영，1979年2月22日—），韓國女演員，名字常被音譯為李娜英。

## 簡歷
2002年，李奈映主演青春電視劇《隨你心意做》，在韓國人氣急升。2004年，她以電影《我認識的女人》獲得了該年度青龍電影獎最佳女主角，也是青龍電影獎歷年来最年輕的影后得主。
2015年5月，李奈映與元斌在江原道旌善郡民俗村內舉行婚禮。兩人於2012年開始交往，2013年公開戀愛關係。2015年8月3日，兩人透過所屬經紀公司Eden9 Entertainment公佈懷孕的消息，並於同年12月順利產下兒子。

## 演出作品

### 電視劇
- 1998年：MBC《Best劇場－我對你來說究竟是什麼》
- 1998年：MBC《三男三女（朝鲜语：남자 셋 여자 셋）》
- 1998年：SBS《納涼特輯電視劇－突然某天》飾演 鬼神素熙
- 1999年：MBC《Best劇場－再見奧黛麗赫本》飾演 吳英恩
- 1999年：MBC《我們真的愛過嗎（朝鲜语：우리가 정말 사랑했을까）》飾演 姜在英
- 1999年：SBS《KAIST》飾演 李惠成
- 1999年：SBS《Queen（朝鲜语：퀸 (드라마)）》飾演 吳順貞
- 1999年：SBS《TV電影 Love Story（朝鲜语：TV영화 러브스토리）－Message》飾演 素英
- 1999年：KBS《魔法之城（朝鲜语：마법의 성 (드라마)）》飾演 洪允熙
- 2000年：KBS《美好的朋友（朝鲜语：멋진친구들）》飾演 李奈映
- 2002年：MBC《隨你心意做（朝鲜语：네 멋대로 해라 (드라마)）》飾演 全京
- 2004年：MBC《愛爾蘭》飾演 李鐘兒
- 2010年：KBS《逃亡者Plan.B》飾演 真伊
- 2019年：tvN《羅曼史是別冊附錄》飾演 姜丹伊
- 2023年：wavve《朴河京旅行记》饰演 朴河京

### 電影
- 1999年：《英二》飾演 梅花
- 2000年：《天士夢》飾演 秀秀
- 2002年：《網上有緣（朝鲜语：후 아 유 (영화)）》飾演 徐仁珠
- 2003年：《歪妹無敵追男記》飾演 羅英珠（Candy）
- 2004年：《我認識的女人（朝鲜语：아는 여자）》飾演 韓伊妍
- 2004年：《大城小事》（友情客串）
- 2006年：《我們的幸福時光》飾演 文維貞
- 2008年：《悲夢》飾演 蘭
- 2010年：《爸爸喜歡女人（朝鲜语：아빠가 여자를 좋아해）》飾演 智賢
- 2012年：《狼嚎（朝鲜语：하울링 (2012년 영화)）》飾演 車恩英
- 2018年：《Beautiful Days（朝鲜语：뷰티풀 데이즈 (영화)）》飾演 媽媽

### MV
- 1998年：朴軫永《kiss me》
- 1998年：尹尚《最後的謊言》
- 1998年：金東律《奇跡》
- 2000年：AS ONE《只有你不知道》
- 2000年：任昌丁《我的戀人》
- 2001年：Rialto《Catherine's Wheel》
- 2001年：曹誠模《走好，我的愛》
- 2006年：李承哲《永恆的愛》（《我們的幸福時光》OST）
- 尹捂《現在已經》
- 黎明《非我莫屬》、《That's life》、《夢想成真》

### 獎項
- 2007年：韓國播放廣告協會頒獎禮－最佳廣告拍檔
- 2007年：第41屆優秀納稅人表彰儀式－模范納稅人（韓國國務總理表彰）
- 2006年：第五屆韓國電影大賞－最受歡迎女演員《我們的幸福時光》
- 2006年：第六屆韓國廣告主協會頒獎禮－最佳女廣告模特
- 2004年：第二十五屆青龍電影獎－最佳女主角《我認識的女人》
- 2004年：第十二屆春史電影賞－最佳女主角《我認識的女人》
- 2004年：韓國年度女性電影人獎頒獎禮－最佳女主角《我認識的女人》
- 2004年：MBC演技大賞－人氣獎《愛爾蘭》
- 2002年：MBC演技大賞－優秀女演員獎《預約愛情》

## 腳註
1. ↑  . 新浪网.   [2022-01-28]. （原始内容存档于2022-01-28）.
2. ↑  . Soompi. January 28, 2022  [2022-01-28]. （原始内容存档于2022-05-22） （英语）.
3. ↑  . 新华网.   [2022-01-28]. （原始内容存档于2022-01-28）.
4. ↑  李奈映懷孕，元斌將為人父[永久]kpopn（中文）
5. ↑  . 新华网.   [2022-01-28]. （原始内容存档于2022-01-28）.
6. ↑  . beauty美人圈. 2019-01-28  [2022-01-28]. （原始内容存档于2022-01-28） （中文（臺灣））.
7. ↑  . 新浪网.   [2022-01-28]. （原始内容存档于2022-01-28）.

## 外部連結
- 李奈映_韩国演员李奈映(Lee Na Young)
- 官方網站 
- 이나영 공식 팬클럽 '듀레인' 
- 이나영 - 시네21 